# Барто (альбом)
«Барто» — дебютный альбом московской группы «Барто».

## Отзывы
Альбом был выпущен в ноябре и получил высокие оценки в музыкальной прессе, в частности был признан лучшим дебютом по оценке журнала Rolling Stone и ведущего музыкального портала Zvuki.ru: 
«Сексапильный анархизм текстов в сопровождении не оставляющего времени на раздумья электроклэша. В итоге имеем — крепкий запоминающийся дебют, хлесткие точные тексты, томно-стервозный вокал, прыгучий танцевальный ритм и правильное настроение. Барто — действительно открытие этого года».

## Список композиций
| №   | Название       | Длительность |
| --- | -------------- | ------------ |
| 1.  | «Танцпол»      | 2:37         |
| 2.  | «Супермен»     | 2:00         |
| 3.  | «Кинг-Конг»    | 3:54         |
| 4.  | «Сучки»        | 2:22         |
| 5.  | «One Love»     | 3:25         |
| 6.  | «Микки»        | 3:17         |
| 7.  | «Касса»        | 2:38         |
| 8.  | «Владик»       | 2:49         |
| 9.  | «Баку»         | 2:25         |
| 10. | «Пиво»         | 4:02         |
| 11. | «Рядом с М.Б.» | 3:24         |